# Tang Muhan
Tang Muhan (chinês simplificado: 汤慕涵; Shenzhen, 4 de setembro de 2003) é uma nadadora chinesa, campeã olímpica.

## Carreira
Muhan conquistou a medalha de ouro nos Jogos Olímpicos de Verão de 2020 em Tóquio na prova de revezamento 4×200 m livre feminino, ao lado de Yang Junxuan, Zhang Yufei, Li Bingjie, Dong Jie e Zhang Yifan, com a marca de 7:40.33.